# Felicità rubata
Felicità rubata (Fall) è un film drammatico-romantico statunitense del 1997 diretto, scritto e interpretato da Eric Schaeffer.